# 브루노 하바로우스
브루노 하바로우스(라트비아어: Bruno Habārovs, 1939년 4월 30일 ~ 1994년 8월 29일) 혹은 브루노 세르게예비치 하바로프(러시아어: Бру́но Серге́евич Хаба́ров)는 소련의 펜싱 선수이다. 그는 1960년과 1964년 올림픽에서 개인 에페와 단체 에페 종목에 참가했고 1960년 올림픽때 2개의 종목에서 동메달을 획득했다. 1959년과 1965년 사이에 그는 1959년 세계 선수권 대회 개인전 금메달을 포함해서, 5개의 에페 메달을 획득했다.

## 참조
1. ↑  “브루노 하바로프스의 올림픽 성적”. 《sports-reference.com》. 2011년 9월 16일에 원본 문서에서 보존된 문서. 2010년 11월 6일에 확인함.